# Шоколадные шарики
Шоколадные шарики (швед. chokladbollar — «шоколадный шарик», швед. havreboll или negerboll — «овсяный шарик») — традиционное шведское кондитерское изделие. В Швеции шоколадные шарики производятся из какао-порошка, сахара, кулинарного жира, овсяных хлопьев, ванильного сахара. В зависимости от рецепта добавляется несколько капель крепкого кофе или рома. Ингредиенты хорошо перемешиваются, из получившегося теста формируются шарики размером чуть меньше мяча для гольфа, которые затем обваливаются в сахаре крупного помола или кокосовых стружках и помещаются на некоторое время в холодное место.